# Жапура (мікрорегіон)
Жапура (порт. Microrregião de Japura) — мікрорегіон в Бразилії. входить в штат Амазонас. Складова частина мезорегіону Північ штату Амазонас. Населення становить 24 854 чоловік на 2010 рік. Займає площу 72 701,899 км². Густота населення — 0,34 чол./км².

## Демографія
Згідно з даними, зібраними в ході перепису 2010 р. Національним інститутом географії і статистики (IBGE), населення мікрорегіону становить:
| Повне населення                               | Повне населення                               | Повне населення                               | Повне населення                               | 24 854 |
| --------------------------------------------- | --------------------------------------------- | --------------------------------------------- | --------------------------------------------- | ------ |
| в тому числі:                                 | Міське населення                              | 12 051                                        | Відсоток міського населення, %                | 48,49  |
|                                               | Сільське населення                            | 12 803                                        | Відсоток сільського населення, %              | 51,51  |
|                                               | Чоловіче населення                            | 13 242                                        | Відсоток чоловічого населення, %              | 53,28  |
|                                               | Жіноче населення                              | 11 612                                        | Відсоток жіночого населення, %                | 46,72  |
| Густота населення, чол/км²                    | Густота населення, чол/км²                    | Густота населення, чол/км²                    | Густота населення, чол/км²                    | 0,34   |
| Населення мікрорегіону в % до населення штату | Населення мікрорегіону в % до населення штату | Населення мікрорегіону в % до населення штату | Населення мікрорегіону в % до населення штату | 0,71   |

## Склад мікрорегіону
До складу мікрорегіону включені наступні муніципалітети:
1. Жапура
2. Мараан

| Бразилія | Це незавершена стаття з географії Бразилії. Ви можете допомогти проєкту, виправивши або дописавши її. |